# Saint-Jean-d'Arvey
Saint-Jean-d'Arvey är en kommun i departementet Savoie i regionen Auvergne-Rhône-Alpes i sydöstra Frankrike. Kommunen ligger i kantonen Saint-Alban-Leysse som tillhör arrondissementet Chambéry. År 2022 hade Saint-Jean-d'Arvey 1 704 invånare.

## Befolkningsutveckling
Antalet invånare i kommunen Saint-Jean-d'Arvey
| Referens: INSEE |